# داویت ستراکیان (سیاستمدار)
داویت مهری ستراکیان (ارمنی: Դավիթ Մհերի Սեդրակյան؛ زادهٔ ۲۵ آوریل ۱۹۸۳) یک اقتصاددان، سیاستمدار اهل ارمنستان است که از تاریخ ۲۰۲۱ تا تاریخ ۲۰۲۶ سمت نمایندگی دوره هشتم مجلس ملی جمهوری ارمنستان را برعهده داشت.

## زندگی‌نامه
در 	۲۵ آوریل ۱۹۸۳ در ایروان به دنیا آمد و از دانشکده حقوق دانشگاه دولتی ایروان فارغ‌التحصیل شد. 